# Giovanni Oddo
Giovanni Cesare Oddo (Trapani, 20 ottobre 1913 – Trapani, 12 agosto 2009) è stato un triplista e allenatore di calcio italiano.

## Biografia
Fu avviato dal fratello Amilcare nella specialità del triplo. Nel 1933, appena ventenne, è nominato capo dell'Ufficio sportivo della Federazione provinciale del PNF.
Ai Littoriali fu campione italiano universitario di salto triplo (Littore d'Italia), nel 1934 a Milano (stabilendo il record universitario con 13,32) e nel 1937 a Torino (ancora un record, con 14,21). Sempre nel 1937 partecipa agli assoluti di atletica a Bologna dove arriva terzo con la misura di 14,38. È la sua ultima gara.
Laureato in Economia all'Università di Palermo nel 1937, fu poi docente di Matematica alle scuole medie. Ufficiale di complemento durante la seconda guerra mondiale fu fatto prigioniero dagli alleati a Pantelleria nel 1943 e inviato in prigionia in Texas, tornando solo nell'autunno 1945.
Nella stagione 1945/46 allena il Trapani Calcio in Prima Divisione.
Trasferitosi l'anno dopo per lavoro a Caltanissetta, è commissario provinciale della FIDAL.
Fu poi Rettore del Collegio internazionale di musica di Roma (1955-1965).

### Vita privata
Era il padre dell'allenatore Francesco Oddo e nonno di Massimo Oddo, campione del mondo 2006 con la Nazionale italiana, nonché anch'egli allenatore.